# Colson
Colson je priimek več oseb:
- Charles Colson, verski voditelj in politični svetovalec
- John Colson, matematik
- Louis-Antoine Colson, francoski general